# Potamogeton × sparganiifolius
Potamogeton × sparganiifolius là một loài thực vật có hoa lai ghép trong họ Potamogetonaceae. Loài này được Laest. ex Fr. miêu tả khoa học đầu tiên năm 1832.